# Überackern
Überackern osztrák község Felső-Ausztria Braunau am Inn-i járásában. 2018 januárjában 685 lakosa volt.

## Elhelyezkedése

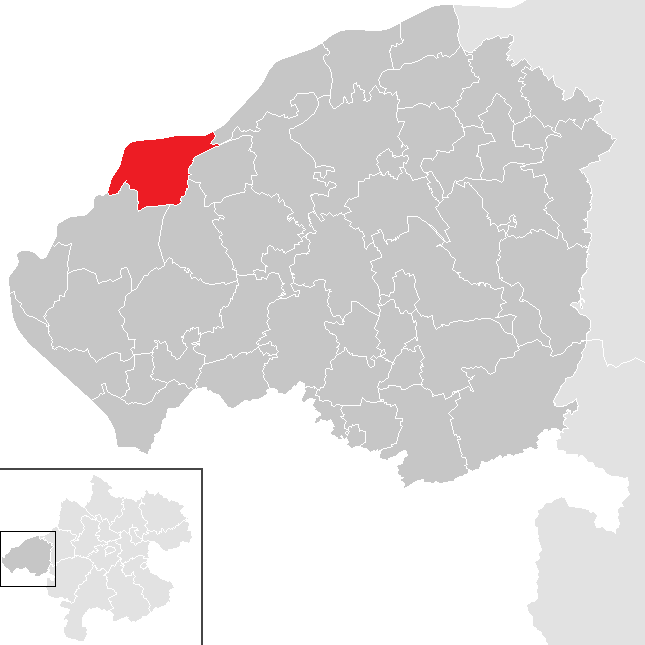
Überackern a Braunau am Inn-i járásban

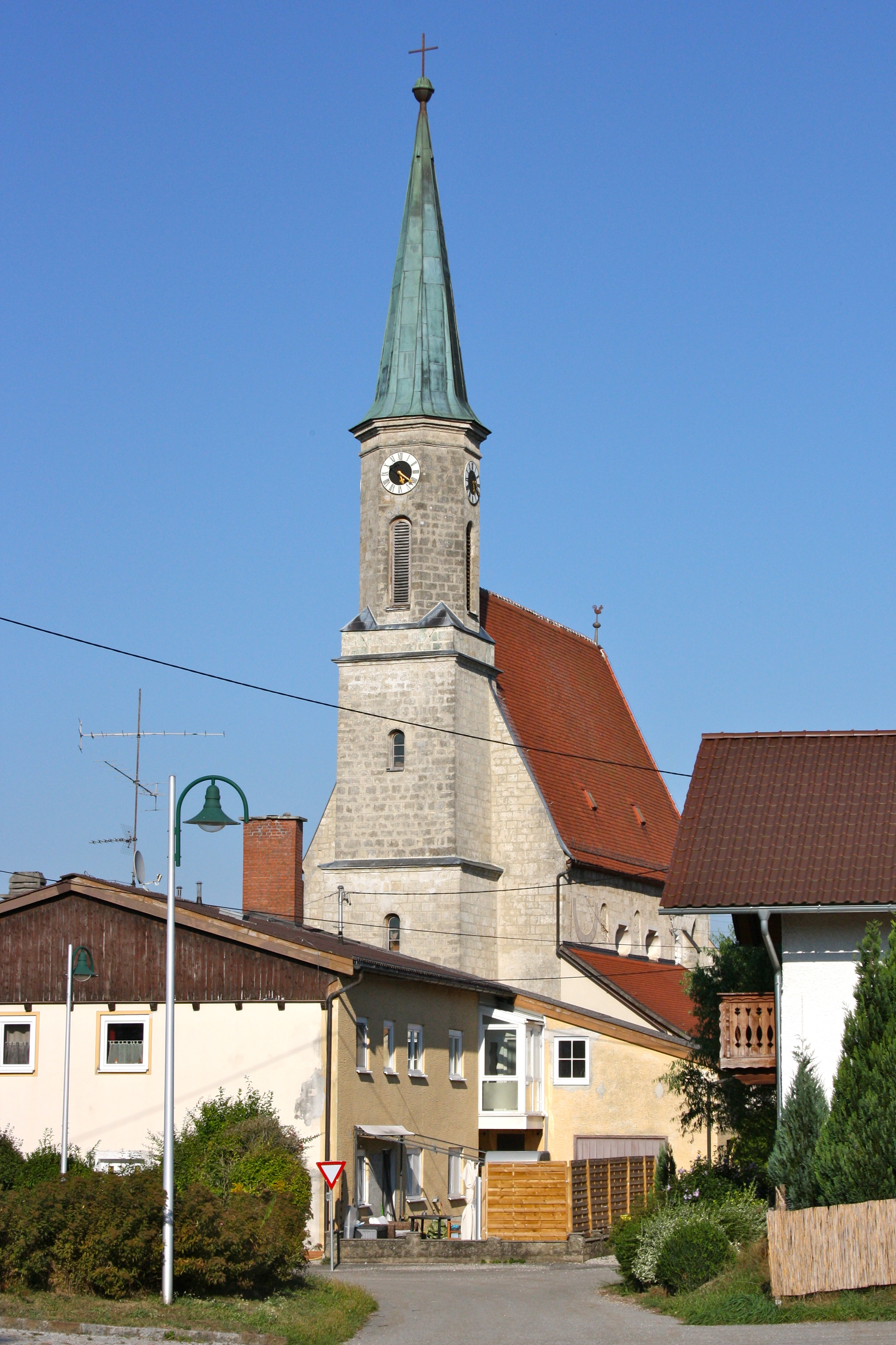
A Szt. Péter-plébániatemplom

Überackern Felső-Ausztria Innviertel régiójában fekszik a Salzach folyó jobb partján (röviddel az előtt, hogy az beletorkollik az Innbe), a Weilhart-erdőben, közvetlenül a német határ mentén. Területének 77,4%-a erdő, 14,8% mezőgazdasági művelés alatt áll. Az önkormányzat 6 településrészt és falut egyesít: Aufhausen (7 lakos 2018-ban), Berg (6), Kreuzlinden (165), Mühltal (92), Überackern (247) és Weng (168).
A környező önkormányzatok: északkeletre Braunau am Inn, keletre Schwand im Innkreis, délkeletre Gilgenberg am Weilhart, délnyugatra Hochburg-Ach, északra Haiming és Kirchdorf am Inn (utóbbi kettő Németországban).

## Története
Überackernt és templomát először egy 748-788 közötti oklevél említi. Alapításától kezdve 1779-ig Bajorországhoz tartozott, amikor azonban a bajor örökösödési háborút lezáró tescheni béke következtében a teljes Innviertel Ausztriához került át. A napóleoni háborúk során 1809-ben a régiót a franciákkal szövetséges Bajorország visszakapta, majd Napóleon bukása után ismét Ausztriáé lett. 
A köztársaság 1918-as megalakulásakor Überackernt Felső-Ausztria tartományhoz sorolták. Miután Ausztria 1938-ban csatlakozott a Német Birodalomhoz, az Oberdonaui gau része lett; a második világháború után visszakerült Felső-Ausztriához. 

## Lakosság
A überackerni önkormányzat területén 2018 januárjában 685 fő élt. A lakosságszám 1961 óta gyarapodó tendenciát mutat. 2016-ban a helybeliek 72,6%-a volt osztrák állampolgár; a külföldiek közül 26,1% a régi (2004 előtti; elsősorban Németországból), 0,9% az új EU-tagállamokból érkezett. 2001-ben a lakosok 87,8%-a római katolikusnak, 2,4% evangélikusnak, 8,3% pedig felekezeten kívülinek vallotta magát. Ugyanekkor egy magyar élt a községben. 

## Látnivalók
- a gótikus Szt. Péter-plébániatemplom 1480-1486 között épült
- Ratzlburg várának romjai

## Fordítás
- Ez a szócikk részben vagy egészben  az   Überackern című német Wikipédia-szócikk ezen változatának fordításán alapul.  Az eredeti cikk szerkesztőit annak laptörténete sorolja fel. Ez a jelzés csupán a megfogalmazás eredetét és a szerzői jogokat jelzi, nem szolgál a cikkben szereplő információk forrásmegjelöléseként.